# أنجيلو ماريانو دي ألميدا
أنجيلو ماريانو دي ألميدا (بالبرتغالية: Ângelo Mariano de Almeida‏) هو لاعب كرة قدم برازيلي في مركز الدفاع، ولد في 12 يونيو 1981 في سالفادور في البرازيل. شارك مع منتخب البرازيل تحت 20 سنة لكرة القدم. أما مع النوادي، فقد لعب مع نادي بارما ونادي ساو كايتانو ونادي سيينا ونادي فوجيا ونادي كروتوني ونادي كريسيوما ونادي كورينثيانز ونادي ليتشي.

## وصلات خارجية
- أنجيلو ماريانو دي ألميدا على موقع الاتحاد الدولي (مؤرشف)  (الإنجليزية)
- أنجيلو ماريانو دي ألميدا على موقع قاعدة بيانات كرة القدم.إي يو (الإنجليزية)
- أنجيلو ماريانو دي ألميدا على موقع Soccerway.com (الإنجليزية)
- أنجيلو ماريانو دي ألميدا على موقع عالم كرة القدم.نت (الإنجليزية)
- أنجيلو ماريانو دي ألميدا على موقع AS.com (الإسبانية)